# Reserva de vida silvestre Ríos Blanco y Negro
La Reserva de Vida Silvestre Ríos Blanco y Negro es un área protegida de Bolivia, ubicada al noreste del país en las provincias de Ñuflo de Chávez y Guarayos, en el departamento de Santa Cruz.

## Ubicación
La Reserva de Vida Silvestre Ríos Blanco y Negro (RVSRByN) es un área protegida departamental localizada al norte del departamento de Santa Cruz en las provincias de Ñuflo de Chaves y Guarayos y abarca parte de los municipios de Concepción,
Ascensión de Guarayos y Urubichá.

## Superficie
Tiene una superficie de 1.400.000 hectáreas y corresponde a la categoría de Reserva de vida silvestre, que, según el Reglamento General de Áreas Protegidas, «tiene el fin de proteger, manejar y utilizar sosteniblemente la vida silvestre».

## Actividades
En las proximidades del área protegida viven los Pueblos Indígenas Guarayo y Chiquitano, que realizan distintas actividades tradicionales como el aprovechamiento de frutos del bosque, la pesca y caza de subsistencia y prácticas agrícolas. Los productos son comercializados en el mercado local.

## Objetivo de creación
La Reserva fue creada el 10 de agosto de 1990 mediante Resolución Ministerial 139/90, con el objetivo de “preservar la diversidad biológica y promover el uso sostenible de los recursos naturales en forma ecológica y económicamente sostenible”.

## Características ecológicas
Se encuentra en una zona de transición del Bosque Seco Chiquitano a la Amazonía, con elementos de ambas ecorregiones y es de mucha importancia para la conservación por su gran biodiversidad. Los ríos San Pablo y Blanco son muy ricos en nutrientes y provocan inundaciones estacionales en las
áreas más próximas a la planicie, formando los denominados “bosques de Várzea”, que son importantes como reguladores de las subidas y bajadas del agua.
De estos bosques se extrae madera para la construcción, resinas, fibras, frutas y plantas medicinales que son de alta importancia para la población local y para los animales, como la palma de marayaú (Bactris major), la chontilla (Bactris dahgreniana), el turo (Ampularia sp), la mara (Swietenia macrophylla) o el cusi (Orbignya phalerata), entre otros.
Actualmente en la reserva existe un aprovechamiento forestal realizado por concesiones forestales y empresas privadas.
La dinámica natural de inundaciones en la zona de la reserva es fundamental para el mantenimiento de los humedales de Baures y Magdalena en el departamento del Beni, al norte de Bolivia.

## Amenazas
Las principales amenazas para la integridad de la reserva son:
- La explotación forestal ilegal
- La cacería y pesca indiscriminada
- El avance de la frontera agrícola en tierras con vocación forestal

Estas actividades provocan la degradación de la estructura del bosque, generando la pérdida de especies de flora y fauna.
A pesar de ello, existen zonas que se encuentran en un buen estado de conservación. Es así que el Gobierno Departamental Autónomo de Santa Cruz junto con los municipios de Urubichá, Ascensión de Guarayos y Concepción y los Pueblos Indígenas Guarayo y Chiquitano, y la Fundación Amigos de la Naturaleza, iniciaron algunas acciones estratégicas para gestionar el área protegida. Como resultado se cuenta con un Plan de Inicio
de Gestión (PIG) que define las acciones prioritarias a realizar.
Por ello, la reserva cuenta con guardaparques y técnicos que trabajan día a día para conservar este territorio de alta biodiversidad de la amazonía boliviana.